# Vito d’Asio
Vito d’Asio (furlanisch Vît) ist eine italienische Gemeinde (comune) mit 721 Einwohnern (Stand 31. Dezember 2023) in der Region Friaul-Julisch Venetien.

## Geografie
Vito d’Asio liegt nördlich von Pordenone am südlichen Alpenrand am Beginn der Venezianischen Tiefebene auf 500 m s.l.m. und umfasst ein Gemeindegebiet von 53 km².
Die Gemeinde umfasst neben dem Hauptort Frisanco 13 weitere Ortschaften und Weiler: Anduins, Battaias, Casiacco, Cedolins, Celante di Vito, Fruins, Marinis, Paveon, Pert, Pielungo, Reonis, San Francesco, Selets und Valentinis. Die Nachbargemeinden sind Castelnovo del Friuli, Cavazzo Carnico, Clauzetto, Forgaria nel Friuli, Pinzano al Tagliamento, Preone, Tramonti di Sotto, Trasaghis und  Verzegnis.

## Persönlichkeiten der Gemeinde
- Giacomo Ceconi (1833–1910), Bauunternehmer
- Fiorenza Cedolins (* 1966), Opernsängerin